# 貝維拉德
貝維拉德是瑞士的城鎮，位於該國中部，由伯恩州負責管轄，面積5.68平方公里，海拔高度691米，2011年人口1,674，四成半人口信奉基督教，人口密度每平方公里295人。

## 外部連結
- http://www.bevilard.ch （页面存档备份，存于） （法文） official website